# Лив Грете Шелбрайд Поаре
Лив Грете Шелбрайд Поаре (на норвежки: Liv Grete Skjelbreid Poirée) е норвежка биатлонистка.
На 20 март 2006 г. Лив Грете обявява отказването си от професионалния спорт, а само шест дни по-късно е последното ѝ състезание – в Холменколен. Тя изтъква, че се оттегля заради малката си дъщеря, Ема и семейството си, но и поради липса на мотивация. Печели световната купа през сезон 2003 – 2004. Има три олимпийски медала – бронзов и два сребърни както и 13 медала от световни първенства от които 8 златни. На световното първенство през 2004 в Оберхоф Лив Грете става първата биатлонистка, която печели четири златни медала на едно първенство. От 2000 до 2013 г. е омъжена за френския биатлонист Рафаел Поаре. Двамата са единствените съпрузи в историята на биатлона печелили медали за различни нации на една и съща олимпиада. На световното първенство в Оберхоф 2004 съпрузите печелят седем от общо десетте възможни медали. Лив Грете и Рафаел имат три дъщери. Шелбрайд е коментатор за норвежката телевизия NRK. Сестра ѝ Ан-Елен Шелбрайд е също бивша биатлонистка.

## Ранна кариера
Лив Грете Поаре е родена на 7 юли 1974 г. в Халансдал, Фуса, близо до Берген, Западна Норвегия. Като дете Шелбрейд прекарва много време със сестрите си и започва да практикува спортовете, с които те се занимават. Минава през футбол, каяк и ски-бягане. Лив Грете се справя добре във футбола, но все пак избира биатлона, като първите и състезания са на 9-годишна възраст. Любопитно е, че за своя дебют тя използва пушката на баща си. Той от своя страна я поощрява, като изгражда в задния двор на къщата им стрелбище, което да ѝ помогне да развие един от компонентите на любимия спорт. Въпреки годините прекарани по пистите, когато завършва гимназия Лив Грете е изправена пред сериозна дилема – да се захване професионално с биатлон или да стане фризьор. В този момент обаче, за късмет тя получава предложение от нов спортен колеж, което приема не без помощта на семейството и приятелите си и то при условие, че след първата година може да се откаже. Любопитно е, че там тя посещава занятия заедно с легендарния Оле Ейнар Бьорндален, а техен ментор е Од Лирхус, който в периода 2003 – 2006 е личен треньор на Лив Грете.

## Световна купа
Шелбрайд печели световната купа през сезон 2003/04, първа титла за норвежка от Ан Елвебак, която печели през 1988 г. Лив взима Световната купа с 98 точки разлика пред Олга Пильова, същевременно печелейки 3 от 4-те Малки кристални глобуса – в спринта, в преследването и в масовия старт. В индивидуалното остава 4-та. Първия ѝ сезон е 1995/96, когато завършва 30-а. През сезон 1998/99, тя прави пробива си в купата и завършва 5-а. Обаче следващата година тя остава 21-ва. 2000/01 се оказва успешен за нея – класира се втора в класирането за Световната купа на 217 точки зад Магдалена Форсберг. В класирането за Малките световни купи остава 2-ра в спринта, преследването и масовия старт, а 3-та в индивидуалното. През следващата година пак остава зад Форсберг, но този път на 149 точки зад нея. Представянето ѝ и в Малките световни купи е много добро, но недостатъчно – остава 2-ра в дисциплините спринт, индивидуално и преследване, а за в масовия старт се класира 9-а. Лив Грете пропуска сезон 2002/03 заради бременност. През следващата година обаче се завръща и то с победа в генералното класиране за Световната купа. Следващият сезон се оказва слаб за нея. На Световното първенство ѝ се налага да се откаже до края на сезона заради болест. Завършва 22-ра, на 532 точки зад Сандрин Баи. Тя боледува от вирус, сходен с този, който причинява мононуклеоза. Според доктора на норвежкия щаб, той ѝ отнема около 15 – 20 % от енергията.
Шелбрейд завършва сезон 2005/06 на 12-о място, 511 точки зад Кати Вилхелм. Остава 21-ва в класирането за Малкия кристален глобус в индивидуалното, 12-а в спринта, 9-а в преследването, а в масовия старт завръшва 13-а.
Лив Грете показва стабилна стрелба през годините. Нейния общ процент е 75 – 85 %. Както при повечето биатлонисти, нейната по-стабилна такава е в положение легнал, с около 85 % успеваемост, докато стрелбата ѝ от положение прав е около 65 % в началото на кариерата ѝ, но впоследствие се подобрява до 74 % през сезон 2005/06. Шелбрейд печели общо 46 подиума, сред които 22 първи места, 15 втори и 9 трети.
Неин треньор до 2003 г. e Ролф Сатердал, когато почива внезапно. Впоследствие, до края на кариерата, си Лив Грете тренира при Од Лирхус.

### Класирания в Световна купа
| Season  | Общо  | Общо    | Спринт | Спринт  | Преследване | Преследване | Индивидуално | Индивидуално | Масов старт | Масов старт |
| Season  | Точки | Позиция | Точки  | Позиция | Точки       | Позиция     | Точки        | Позиция      | Точки       | Позиция     |
| ------- | ----- | ------- | ------ | ------- | ----------- | ----------- | ------------ | ------------ | ----------- | ----------- |
| 1995–96 | -     | 30-о    | –      | –       | –           | –           | –            | –            | –           | –           |
| 1997–98 | -     | 11-о    | –      | –       | –           | –           | –            | –            | –           | –           |
| 1998–99 | 313   | 5-о     | –      | –       | –           | –           | –            | –            | –           | –           |
| 1999–00 | 172   | 21-во   | –      | –       | –           | –           | –            | –            | –           | –           |
| 2000–01 | 804   | 2-ро    | 312    | 2-ро    | 252         | 2-ро        | 110          | 3-то         | 120         | 2-ро        |
| 2001–02 | 795   | 2-ро    | 262    | 2-ро    | 327         | 2-ро        | 133          | 2-ро         | 62          | 9-о         |
| 2003–04 | 955   | 1-во    | 370    | 1-во    | 327         | 1-во        | 90           | 4-то         | 139         | 1-во        |
| 2004–05 | 315   | 22-ро   | 116    | 22-ро   | 140         | 15-о        | 9            | 53-то        | 50          | 17-о        |
| 2005–06 | 458   | 12-о    | 178    | 12-о    | 157         | 9-о         | 36           | 21-во        | 87          | 11-о        |

### Индивидуални победи
22 победи (10 Сп, 8 Пр, 1 Ин, 3 МС)
| Сезон                                 | Дата             | Място              | Дисциплина          | Ниво                           |
| ------------------------------------- | ---------------- | ------------------ | ------------------- | ------------------------------ |
| 1998 – 99 3 победи (2 Сп, 1 Пр)       | 8 януари 1999    | Оберхоф            | 7.5 км спринт       | Световна купа по биатлон       |
| 1998 – 99 3 победи (2 Сп, 1 Пр)       | 9 януари 1999    | Оберхоф            | 10 км преследване   | Световна купа по биатлон       |
| 1998 – 99 3 победи (2 Сп, 1 Пр)       | 5 март 1999      | Валкартиер         | 7.5 км спринт       | Световна купа по биатлон       |
| 1999 – 2000 2 победи (1 Сп, 1 МС)     | 19 февруари 2000 | Осло Холменколен   | 7.5 км спринт       | Световно първенство по биатлон |
| 1999 – 2000 2 победи (1 Сп, 1 МС)     | 26 февруари 2000 | Осло Холменколен   | 12.5 km mass start  | Световно първенство по биатлон |
| 2000 – 01 2 победи (1 Сп, 1 Пр)       | 4 февруари 2001  | Поклюка            | 10 км преследване   | Световно първенство по биатлон |
| 2000 – 01 2 победи (1 Сп, 1 Пр)       | 16 март 2001     | Осло Холменколен   | 7.5 км спринт       | Световна купа по биатлон       |
| 2001 – 02 6 победи (3 Сп, 2 Пр, 1 Ин) | 10 януари 2002   | Оберхоф            | 7.5 км спринт       | Световна купа по биатлон       |
| 2001 – 02 6 победи (3 Сп, 2 Пр, 1 Ин) | 19 януари 2002   | Руполдинг          | 7.5 km sprint       | Световна купа по биатлон       |
| 2001 – 02 6 победи (3 Сп, 2 Пр, 1 Ин) | 20 януари 2002   | Руполдинг          | 10 km pursuit       | Световна купа по биатлон       |
| 2001 – 02 6 победи (3 Сп, 2 Пр, 1 Ин) | 23 януари 2002   | Антхолц-Антерселва | 15 км индивидуално  | Световна купа по биатлон       |
| 2001 – 02 6 победи (3 Сп, 2 Пр, 1 Ин) | 27 януари 2002   | Антхолц-Антерселва | 10 km pursuit       | Световна купа по биатлон       |
| 2001 – 02 6 победи (3 Сп, 2 Пр, 1 Ин) | 9 март 2002      | Йостершунд         | 7.5 км спринт       | Световна купа по биатлон       |
| 2003 – 04 7 победи (3 Сп, 3 Pu, 1 MС) | 7 декември 2003  | Контиолахти        | 10 км преследване   | Световна купа по биатлон       |
| 2003 – 04 7 победи (3 Сп, 3 Pu, 1 MС) | 7 януари 2004    | Поклюка            | 7.5 км спринт       | Световна купа по биатлон       |
| 2003 – 04 7 победи (3 Сп, 3 Pu, 1 MС) | 16 януари 2004   | Руполдинг          | 7.5 км спринт       | Световна купа по биатлон       |
| 2003 – 04 7 победи (3 Сп, 3 Pu, 1 MС) | 18 януари 2004   | Руполдинг          | 10 км преследване   | Световна купа по биатлон       |
| 2003 – 04 7 победи (3 Сп, 3 Pu, 1 MС) | 7 февруари 2004  | Оберхоф            | 7.5 км спринт       | Световно първенство по биатлон |
| 2003 – 04 7 победи (3 Сп, 3 Pu, 1 MС) | 8 февруари 2004  | Оберхоф            | 10 км преследвене   | Световно първенство по биатлон |
| 2003 – 04 7 победи (3 Сп, 3 Pu, 1 MС) | 14 февруари 2004 | Оберхоф            | 12.5 км масов старт | Световно първенство по биатлон |
| 2004 – 05 1 победа (1 МС)             | 19 декември 2004 | Йостершунд         | 12.5 км масов старт | Световна купа по биатлон       |
| 2005 – 06 1 победи (1 Пр)             | 15 януари 2006   | Руполдинг          | 10 км преследване   | Световна купа по биатлон       |

* Резултатите са от сайта IBU Световна купа по биатлон, Световно първенство по биатлон and the Зимни олимпийски игри.

## Олимпийски игри
Шелбрайд се състезава на три олимпийски игри. Първата ѝ е в Нагано 1998, където печели общо 3 медала – 2 сребърни и 1 бронзов. 2 от тях идват от щафети (1998 и 2002), а другия ѝ медал е сребърен от индивидуалното в Солт Лейк Сити. За състазател от нейния калибър това са малко количество медали, особено в неотборни дисциплини. Тя остава два пъти 4-та – в спринта и преследването през 2002. Олимпиадата в Турин през 2006 се оказва слаба за нея, както и като цяло, норвежкия отбор. Там тя остава 9-а на индивидуалното, 12-а на спринта, 6-а на преследването, 18-а на масовия старт и 5-а на щафетата.
3 медала (2 сребра, 1 бронз)
| Event               | Индивидуално | Спринт | Преследване | Масов старт | щафета |
| ------------------- | ------------ | ------ | ----------- | ----------- | ------ |
| 1998 Нагано         | 15-о         | 23-то  | –           | –           | Бронз  |
| 2002 Солт Лейк Сити | Сребро       | 4-то   | 4-то        | –           | Сребро |
| 2006 Торино         | 9-о          | 12-о   | 6-о         | 18-о        | 5-о    |

## Световни първенства
Шелбрайд печели 13 медала от Световни първенства: 8 златни, 3 сребърни и 2 бронзови. Тя печели 4 от златните си медали в едно първенство, в Оберхоф, през 2004. Така за първи път биатлонист печели 4 златни медала в едно първенство. Първият ѝ медал идва на щафетата, сребърен, в Брежно Осърбле, Словакия през 1997. След това тя чака чак до 2000, на Световното в Холменколен за първия ѝ неотборен медал, печелейки златни медали на спринта и масовия старт. На следващото първенство, в Поклюка, взима злато в преследвенето, сребро в индивидуалното и бронз на спринта и масовия старт. Следващото сериозно първенство идва през 2004, когато печели 4-те златни медала. Единственото състезание, което Лив Грете не печели, е индвидуалното, където остава 8-а. Тя се разболява на следващото Световно първенство и се класира 37-а на спринта, като после не стартира преследването.
12 медала (8 златни, 3 сребърни, 2 бронзови)
| Място на провеждане  | Индивидуално | Спринт | Преследване | Масов старт | Отборно | Щафета | Mixed relay |
| -------------------- | ------------ | ------ | ----------- | ----------- | ------- | ------ | ----------- |
| 1996 Руполдинг       | 42-ро        | 7-о    | –           | –           | 12-о    | 4-то   | –           |
| 1997 Брежно-Осърблие | 39-о         | 39-о   | 42-ро       | –           | Злато   | Сребро | –           |
| 1998 Поклюка         | –            | –      | 10-о        | –           | Сребро  | –      | –           |
| 1999 Контиолахти     | 28-о         | 11-о   | 10-о        | 14-о        | –       | 4-то   | –           |
| 2000 Осло            | 32-ро        | Злато  | 7-о         | Злато       | –       | 5-о    | –           |
| 2001 Поклюка         | Сребро       | Бронз  | Злато       | Бронз       | –       | 4-то   | –           |
| 2002 Осло            | –            | –      | –           | 15-о        | –       | –      | –           |
| 2004 Оберхоф         | 8th          | Злато  | Злато       | Злато       | –       | Злато  | –           |
| 2005 Хохфилцен       | —            | 37-о   | DNS         | —           | –       | —      | —           |

* Отборното състезание бива премахнато като състезание през 1998, преследването бива добавено през 1997, масовия старт – през 1997, а смесената щафета – през 2005.
|  | Тази страница частично или изцяло представлява превод на страницата Liv Grete Skjerlbreid Poiree в Уикипедия на английски. Оригиналният текст, както и този превод, са защитени от Лиценза „Криейтив Комънс – Признание – Споделяне на споделеното“, а за съдържание, създадено преди юни 2009 година – от Лиценза за свободна документация на ГНУ. Прегледайте историята на редакциите на оригиналната страница, както и на преводната страница, за да видите списъка на съавторите. ВАЖНО: Този шаблон се отнася единствено до авторските права върху съдържанието на статията. Добавянето му не отменя изискването да се посочват конкретни източници на твърденията, които да бъдат благонадеждни. |